# Giacomo Joyce
Giacomo Joyce es una obra del escritor irlandés James Joyce. Escrita en 1914, en Trieste, fue publicada póstumamente en 1968 por Faber and Faber en una edición facsimilar del manuscrito original de dieciséis páginas. Es un poemario en el que Joyce intenta  penetrar en la mente de una dama "oscura", objeto de un amor ilícito. Se considera antecedente directo de su Ulises, escrito tiempo después, en 1922
Giacomo es la forma italiana del nombre del autor, James.